# 新舘村 (福島県河沼郡)
新舘村（にいだてむら）は福島県河沼郡にあった村。現在の会津坂下町新舘にあたる。

## 地理
- 河川：旧宮川

## 歴史
- 1889年（明治22年）4月1日 - 町村制の施行により新舘村が単独で自治体を形成。
- 1923年（大正12年）4月1日 - 塔寺村・気多宮村・坂本村・船杉村と合併して八幡村が発足。同日新舘村廃止。

## 交通

### 道路
- 越後街道（現・国道49号）